# Перивалдо
Перива́лдо Лу́сио Данта́с (порт. Perivaldo Lúcio Dantas), более известный как Перивалдо (порт. Perivaldo; 12 июля 1953, Итабуна, Баия — 27 июля 2017, Рио-де-Жанейро — бразильский футболист, играл на позиции правого защитника.

## Биография

### Игровая карьера
Начинал карьеру в клубе «Итабуна», в которой отыграл один сезон.
В 1975 году перешёл в клуб «Баия», за который в чемпионате Бразилии сыграл 28 матчей и забил 2 гола. В 1977 году присоединился к клубу «Ботафого», в котором он отыграл пять сезонов и стал кумиром местной торсиды, которые придумали в его честь кричалку: «У нас нет ни Леандро, ни Эдевалдо. Защитник сборной — Перивалдо». В составе «одинокой звезды» Перивалдо сыграл 89 матчей и забил 13 мячей, был штатным пенальтистом, но при этом в 1981 году он играл на правах арены в «Сан-Паулу».
В последующие годы он играл за «Палмейрас», «Бангу» и южнокорейский «Юкон Коккири», в котором в 1987 году закончил карьеру.
За сборную Бразилии сыграл 2 матча.

### Последние годы жизни и смерть
11 декабря 2013 года при помощи Союза профессиональных футболистов Португалии (порт. Sindicato dos Jogadores Profissionais de Futebol) и Союза футболистов штата Рио-де-Жанейро (порт. Sindicato dos Atletas de Futebol do Estado do Rio de Janeiro) вернулся в Бразилию из Лиссабона, где из-за тяжёлых финансовых условий занимался уличной торговлей и был бездомным, и стал работать в профсоюзе.
Скончался 27 июля 2017 года в университетской больнице Гаффрэ и Гинле Рио-де-Жанейро от пневмонии в возрасте 64 лет.